# Saison NBA 2022-2023
Navigation
Saison 2021-2022 Saison 2023-2024
La saison NBA 2022-2023 est la 77e saison de la National Basketball Association (77e en comptant les trois saisons BAA).
Le NBA All-Star Game 2023 s'est tenu au Vivint Arena de Salt Lake City, le 19 février 2023. Les playoffs NBA ont débuté le 15 avril 2023 et se terminent avec les Finales NBA, durant le mois de juin. Les Warriors de Golden State sont les champions en titre.
Les Nuggets de Denver remportent le titre de champion cette saison, en battant le Heat de Miami au terme de cinq matchs. Il s'agit du premier titre de leur histoire.

## Calendrier des événements de la saison
- 23 juin 2022 : Draft 2022 de la NBA.
- 18 octobre 2022 : Début de la saison régulière.
- 17 décembre 2022 : Match de saison régulière organisé à Mexico entre les Spurs de San Antonio et le Heat de Miami.
- 20 janvier 2023 : NBA Paris Game (2e match de saison régulière de NBA à se disputer en France) entre les Bulls de Chicago et les Pistons de Détroit.
- 17 février 2023 au 19 février 2023 : NBA All-Star Game 2023, à Salt Lake City.
- 15 avril 2023 : Début des Playoffs NBA 2023.
- 1er juin 2023 : Début des Finales NBA 2023.

## Transactions

### Draft
La draft 2022 de la NBA s'est tenue le 23 juin 2022, au Barclays Center de Brooklyn. Paolo Banchero est sélectionné en tant que premier choix.

### Période d'agents libres
Étant donné que les Finales NBA de la saison précédente se terminent en juin, pour la première fois depuis 2019, avant le début de la pandémie de COVID-19, la période de signatures d'agents libres revient à sa date initiale du 1er juillet.
En amont de la période, les 76ers de Philadelphie sont accusés d'avoir enfreint la règle du moratorium avec des discussions anticipées dans les recrutements de P. J. Tucker et Danuel House, menant à une suppression de deux futurs seconds tours de draft.

### Changements d’entraîneur
| Avant la saison       | Avant la saison   | Avant la saison        | Avant la saison |
| Équipe                | Ancien entraîneur | Nouvel entraîneur      | Ref.            |
| --------------------- | ----------------- | ---------------------- | --------------- |
| Lakers de Los Angeles | Frank Vogel       | Darvin Ham             | ,               |
| Kings de Sacramento   | Alvin Gentry      | Mike Brown             | ,               |
| Hornets de Charlotte  | James Borrego     | Steve Clifford         | ,               |
| Jazz de l'Utah        | Quin Snyder       | Will Hardy             | [ 12 ]          |
| Celtics de Boston     | Ime Udoka         | Joe Mazzulla (intérim) | ,               |
| Au cours de la saison |                   |                        |                 |
| Nets de Brooklyn      | Steve Nash        | Jacque Vaughn          | ,               |
| Hawks d'Atlanta       | Nate McMillan     | Quin Snyder            | ,               |

## Classements
Les champions de division ne sont pas automatiquement qualifiés pour les playoffs, seuls les six premiers de chaque conférence se qualifient pour les playoffs. Les autres places seront attribuées à travers le Play-in Tournement.

### Par division
Source : nba.com
| Division Atlantique       | V  | D  | MJ | V/D  | GB | Dom   | Ext   | Div  |
| ------------------------- | -- | -- | -- | ---- | -- | ----- | ----- | ---- |
| y - Celtics de Boston     | 57 | 25 | 82 | .695 | –  | 32-9  | 25-16 | 11-5 |
| x - 76ers de Philadelphie | 54 | 28 | 82 | .659 | 3  | 29-12 | 25-16 | 10-6 |
| x - Knicks de New York    | 47 | 35 | 82 | .573 | 10 | 23-18 | 24-17 | 8-8  |
| x - Nets de Brooklyn      | 45 | 37 | 82 | .549 | 12 | 23-18 | 22-19 | 7-9  |
| pi - Raptors de Toronto   | 41 | 41 | 82 | .500 | 16 | 27-14 | 14-27 | 4-12 |

| Division Centrale          | V  | D  | MJ | V/D  | GB | Dom   | Ext   | Div  |
| -------------------------- | -- | -- | -- | ---- | -- | ----- | ----- | ---- |
| y - Bucks de Milwaukee     | 58 | 24 | 82 | .707 | –  | 32-9  | 26-15 | 11-5 |
| x - Cavaliers de Cleveland | 51 | 31 | 82 | .622 | 7  | 31-10 | 20-21 | 13-3 |
| pi - Bulls de Chicago      | 40 | 42 | 82 | .488 | 18 | 22-19 | 18-23 | 7-9  |
| o - Pacers de l'Indiana    | 35 | 47 | 82 | .427 | 23 | 20-21 | 15-26 | 7-9  |
| o - Pistons de Détroit     | 17 | 65 | 82 | .207 | 41 | 9-32  | 8-33  | 2-14 |

| Division Sud-Est          | V  | D  | MJ | V/D  | GB | Dom   | Ext   | Div  |
| ------------------------- | -- | -- | -- | ---- | -- | ----- | ----- | ---- |
| y - Heat de Miami         | 44 | 38 | 82 | .537 | –  | 27-14 | 17-24 | 10-6 |
| pi - Hawks d'Atlanta      | 41 | 41 | 82 | .500 | 3  | 24-17 | 17-24 | 8-8  |
| o - Wizards de Washington | 35 | 47 | 82 | .427 | 9  | 19-22 | 16-25 | 8-8  |
| o - Magic d'Orlando       | 34 | 48 | 82 | .415 | 10 | 20-21 | 14-27 | 7-9  |
| o - Hornets de Charlotte  | 27 | 55 | 82 | .329 | 17 | 13-28 | 14-27 | 7-9  |

| Division Nord-Ouest            | V  | D  | MJ | V/D  | GB | Dom   | Ext   | Div  |
| ------------------------------ | -- | -- | -- | ---- | -- | ----- | ----- | ---- |
| y - Nuggets de Denver          | 53 | 29 | 82 | .646 | –  | 34-7  | 19-22 | 10-6 |
| pi - Timberwolves du Minnesota | 42 | 40 | 82 | .512 | 11 | 22-19 | 20-21 | 8-8  |
| pi - Thunder d'Oklahoma City   | 40 | 42 | 82 | .488 | 13 | 24-17 | 16-25 | 9-7  |
| o - Jazz de l'Utah             | 37 | 45 | 82 | .451 | 16 | 23-18 | 14-27 | 6-10 |
| o - Trail Blazers de Portland  | 33 | 49 | 82 | .402 | 20 | 17-24 | 16-25 | 7-9  |

| Division Pacifique           | V  | D  | MJ | V/D  | GB | Dom   | Ext   | Div  |
| ---------------------------- | -- | -- | -- | ---- | -- | ----- | ----- | ---- |
| y - Kings de Sacramento      | 48 | 34 | 82 | .585 | –  | 23-18 | 25-16 | 9-7  |
| x - Suns de Phoenix          | 45 | 37 | 82 | .549 | 3  | 28-13 | 17-24 | 9-7  |
| x - Clippers de Los Angeles  | 44 | 38 | 82 | .537 | 4  | 23-18 | 21-20 | 9-7  |
| x - Warriors de Golden State | 44 | 38 | 82 | .537 | 4  | 33-8  | 11-30 | 7-9  |
| pi - Lakers de Los Angeles   | 43 | 39 | 82 | .524 | 5  | 23-18 | 20-21 | 6-10 |

| Division Sud-Ouest            | V  | D  | MJ | V/D  | GB | Dom   | Ext   | Div  |
| ----------------------------- | -- | -- | -- | ---- | -- | ----- | ----- | ---- |
| y - Grizzlies de Memphis      | 51 | 31 | 82 | .622 | –  | 35-6  | 16-25 | 13-3 |
| pi - Pelicans de Nlle-Orléans | 42 | 40 | 82 | .512 | 9  | 27-14 | 15-26 | 11-5 |
| o - Mavericks de Dallas       | 38 | 44 | 82 | .463 | 13 | 23-18 | 15-26 | 9-7  |
| o - Rockets de Houston        | 22 | 60 | 82 | .268 | 29 | 14-27 | 8-33  | 4-12 |
| o - Spurs de San Antonio      | 22 | 60 | 82 | .268 | 29 | 14-27 | 8-33  | 3-13 |

### Par conférence
Source : nba.com
| Conférence Est | Conférence Est             | Conférence Est | Conférence Est | Conférence Est | Conférence Est | Conférence Est | Conférence Est |
| No             | Franchise                  | Vic.           | Déf.           | MJ             | V/D            | GB             |                |
| -------------- | -------------------------- | -------------- | -------------- | -------------- | -------------- | -------------- | -------------- |
| 1              | z - Bucks de Milwaukee     | 58             | 24             | 82             | .707           | -              |                |
| 2              | y - Celtics de Boston      | 57             | 25             | 82             | .695           | 1              |                |
| 3              | x - 76ers de Philadelphie  | 54             | 28             | 82             | .659           | 4              |                |
| 4              | x - Cavaliers de Cleveland | 51             | 31             | 82             | .622           | 7              |                |
| 5              | x - Knicks de New York     | 47             | 35             | 82             | .573           | 11             |                |
| 6              | x - Nets de Brooklyn       | 45             | 37             | 82             | .549           | 13             |                |
|                |                            |                |                |                |                |                |                |
| 7              | x - Heat de Miami          | 44             | 38             | 82             | .537           | 14             |                |
| 8              | y - Hawks d'Atlanta        | 41             | 41             | 82             | .500           | 17             |                |
| 9              | pi - Raptors de Toronto    | 41             | 41             | 82             | .500           | 17             |                |
| 10             | pi - Bulls de Chicago      | 40             | 42             | 82             | .488           | 18             |                |
|                |                            |                |                |                |                |                |                |
| 11             | o - Pacers de l'Indiana    | 35             | 47             | 82             | .427           | 23             |                |
| 12             | o - Wizards de Washington  | 35             | 47             | 82             | .427           | 23             |                |
| 13             | o - Magic d'Orlando        | 34             | 48             | 82             | .415           | 24             |                |
| 14             | o - Hornets de Charlotte   | 27             | 55             | 82             | .329           | 31             |                |
| 15             | o - Pistons de Détroit     | 17             | 65             | 82             | .207           | 41             |                |

| Conférence Ouest | Conférence Ouest                     | Conférence Ouest | Conférence Ouest | Conférence Ouest | Conférence Ouest | Conférence Ouest | Conférence Ouest |
| No               | Franchise                            | Vic.             | Def.             | MJ               | V/D              | GB               |                  |
| ---------------- | ------------------------------------ | ---------------- | ---------------- | ---------------- | ---------------- | ---------------- | ---------------- |
| 1                | c - Nuggets de Denver                | 53               | 29               | 82               | .646             | -                |                  |
| 2                | y - Grizzlies de Memphis             | 51               | 31               | 82               | .622             | 2                |                  |
| 3                | y - Kings de Sacramento              | 48               | 34               | 82               | .585             | 5                |                  |
| 4                | x - Suns de Phoenix                  | 45               | 37               | 82               | .549             | 8                |                  |
| 5                | x - Clippers de Los Angeles          | 44               | 38               | 82               | .537             | 9                |                  |
| 6                | x - Warriors de Golden State         | 44               | 38               | 82               | .537             | 9                |                  |
|                  |                                      |                  |                  |                  |                  |                  |                  |
| 7                | x - Lakers de Los Angeles            | 43               | 39               | 82               | .524             | 10               |                  |
| 8                | x - Timberwolves du Minnesota        | 42               | 40               | 82               | .512             | 11               |                  |
| 9                | pi - Pelicans de La Nouvelle-Orléans | 42               | 40               | 82               | .512             | 11               |                  |
| 10               | pi - Thunder d'Oklahoma City         | 40               | 42               | 82               | .488             | 13               |                  |
|                  |                                      |                  |                  |                  |                  |                  |                  |
| 11               | o - Mavericks de Dallas              | 38               | 44               | 82               | .463             | 15               |                  |
| 12               | o - Jazz de l'Utah                   | 37               | 45               | 82               | .451             | 16               |                  |
| 13               | o - Trail Blazers de Portland        | 33               | 49               | 82               | .402             | 20               |                  |
| 14               | o - Rockets de Houston               | 22               | 60               | 82               | .268             | 31               |                  |
| 15               | o - Spurs de San Antonio             | 22               | 60               | 82               | .268             | 31               |                  |

Notes
- z – Leader de la ligue (avantage remporté sur le terrain à domicile pendant tous les playoffs)
- c – Leader de conférence
- y – Champion de division
- x – Qualifié pour les playoffs
- pi – Éliminé lors du play-in tournament
- o – Eliminé de la course aux playoffs

### Play-in tournament
Pour la quatrième saison consécutive, la NBA organise un Play-in tournament pour les franchises classées de la 7e à la 10e place de chaque conférence. Ce mini tournoi à élimination directe sur un match, se tient du 11 au 14 avril 2023 et détermine les dernières franchises qualifiées pour les playoffs.
- Les équipes classées à la 7e et la 8e de la saison régulière s'affrontent (match 1) : le vainqueur se qualifie à la 7e place de sa conférence. Le perdant joue par la suite le vainqueur du match entre le 9e et 10e.
- Les équipes classées à la 9e et la 10e de la saison régulière s'affrontent (match 2) : le perdant de ce match est éliminé. Le vainqueur affronte le perdant du match entre le 7e et le 8e (match 3). Le vainqueur de cette dernière confrontation, obtient l'ultime place qualificative pour les playoffs. Le perdant est éliminé.

| Play-in tournament de la Conférence Est |                          |                          |                          |  |                          |                          |                          |  |   |       |                        |                        |  |
|                                         |                          |                          |                          |  |                          |                          |                          |  |   |       |                        |                        |  |
|                                         | Match 1 pour la 7e place |                          |                          |  |                          |                          |                          |  |   |       |                        |                        |  |
|                                         | 7                        | Miami                    | 105                      |  |                          |                          |                          |  |   |       | Qualifiées en playoffs | Qualifiées en playoffs |  |
| 8                                       | Atlanta                  | 116                      |                          |  | Match 3 pour la 8e place | Match 3 pour la 8e place | Match 3 pour la 8e place |  |   | 7     | Atlanta                |                        |  |
|                                         |                          |                          |                          |  | 7                        | Miami                    | 102                      |  | 8 | Miami |                        |                        |  |
|                                         | Match 2 pour la 9e place | Match 2 pour la 9e place | Match 2 pour la 9e place |  | 10                       | Chicago                  | 91                       |  |   |       |                        |                        |  |
|                                         | 9                        | Toronto                  | 105                      |  |                          |                          |                          |  |   |       |                        |                        |  |
| 10                                      | Chicago                  | 109                      |                          |  |                          |                          |                          |  |   |       |                        |                        |  |

| Play-in tournament de la Conférence Ouest |                          |                          |                          |  |                          |                          |                          |  |   |           |                        |                        |  |
|                                           |                          |                          |                          |  |                          |                          |                          |  |   |           |                        |                        |  |
|                                           | Match 1 pour la 7e place |                          |                          |  |                          |                          |                          |  |   |           |                        |                        |  |
|                                           | 7                        | LA Lakers                | 108 (ap)                 |  |                          |                          |                          |  |   |           | Qualifiées en playoffs | Qualifiées en playoffs |  |
| 8                                         | Minnesota                | 102                      |                          |  | Match 3 pour la 8e place | Match 3 pour la 8e place | Match 3 pour la 8e place |  |   | 7         | LA Lakers              |                        |  |
|                                           |                          |                          |                          |  | 8                        | Minnesota                | 120                      |  | 8 | Minnesota |                        |                        |  |
|                                           | Match 2 pour la 9e place | Match 2 pour la 9e place | Match 2 pour la 9e place |  | 10                       | Oklahoma City            | 95                       |  |   |           |                        |                        |  |
|                                           | 9                        | La Nouvelle-Orléans      | 118                      |  |                          |                          |                          |  |   |           |                        |                        |  |
| 10                                        | Oklahoma City            | 123                      |                          |  |                          |                          |                          |  |   |           |                        |                        |  |

## Playoffs
Les playoffs sont disputées par les six équipes les mieux classées de chaque conférence (1 à 6). Le "Play-in tournament" ci-dessus, attribue les deux dernières place qualificatives pour les Playoffs (7 et 8).
|  | 1er tour         | 1er tour                  | 1er tour              |   |                        | Demi-finales de Conférence | Demi-finales de Conférence | Demi-finales de Conférence |  |   | Finales de Conférence | Finales de Conférence | Finales de Conférence |  |   | Finale NBA    | Finale NBA | Finale NBA |
|  |                  |                           |                       |   |                        |                            |                            |                            |  |   |                       |                       |                       |  |   |               |            |            |
|  | 1                | Bucks de Milwaukee        | 1                     |   |                        |                            |                            |                            |  |   |                       |                       |                       |  |   |               |            |            |
|  | 8                | Heat de Miami             | 4                     |   |                        |                            |                            |                            |  |   |                       |                       |                       |  |   |               |            |            |
|  | 8                | Heat de Miami             | 4                     |   | 8                      | Heat de Miami              | 4                          |                            |  |   |                       |                       |                       |  |   |               |            |            |
|  |                  |                           |                       |   | 8                      | Heat de Miami              | 4                          |                            |  |   |                       |                       |                       |  |   |               |            |            |
|  |                  | 5                         | Knicks de New York    | 2 |                        |                            |                            |                            |  |   |                       |                       |                       |  |   |               |            |            |
|  | 4                | 5                         | Knicks de New York    | 2 | Cavaliers de Cleveland | 1                          |                            |                            |  |   |                       |                       |                       |  |   |               |            |            |
|  | 4                |                           |                       |   | Cavaliers de Cleveland | 1                          |                            |                            |  |   |                       |                       |                       |  |   |               |            |            |
|  | 5                | Knicks de New York        | 4                     |   |                        |                            |                            |                            |  |   |                       |                       |                       |  |   |               |            |            |
|  | 5                | Knicks de New York        | 4                     |   |                        |                            |                            |                            |  | 8 | Heat de Miami         | 4                     |                       |  |   |               |            |            |
|  | Conférence Est   |                           |                       |   |                        |                            |                            |                            |  | 8 | Heat de Miami         | 4                     |                       |  |   |               |            |            |
|  |                  | 2                         | Celtics de Boston     | 3 |                        |                            |                            |                            |  |   |                       |                       |                       |  |   |               |            |            |
|  | 3                | 2                         | Celtics de Boston     | 3 | 76ers de Philadelphie  | 4                          |                            |                            |  |   |                       |                       |                       |  |   |               |            |            |
|  | 3                |                           |                       |   | 76ers de Philadelphie  | 4                          |                            |                            |  |   |                       |                       |                       |  |   |               |            |            |
|  | 6                | Nets de Brooklyn          | 0                     |   |                        |                            |                            |                            |  |   |                       |                       |                       |  |   |               |            |            |
|  | 6                | Nets de Brooklyn          | 0                     |   | 3                      | 76ers de Philadelphie      | 3                          |                            |  |   |                       |                       |                       |  |   |               |            |            |
|  |                  |                           |                       |   | 3                      | 76ers de Philadelphie      | 3                          |                            |  |   |                       |                       |                       |  |   |               |            |            |
|  |                  | 2                         | Celtics de Boston     | 4 |                        |                            |                            |                            |  |   |                       |                       |                       |  |   |               |            |            |
|  | 2                | 2                         | Celtics de Boston     | 4 | Celtics de Boston      | 4                          |                            |                            |  |   |                       |                       |                       |  |   |               |            |            |
|  | 2                |                           |                       |   | Celtics de Boston      | 4                          |                            |                            |  |   |                       |                       |                       |  |   |               |            |            |
|  | 7                | Hawks d'Atlanta           | 2                     |   |                        |                            |                            |                            |  |   |                       |                       |                       |  |   |               |            |            |
|  | 7                | Hawks d'Atlanta           | 2                     |   |                        |                            |                            |                            |  |   |                       |                       |                       |  | 8 | Heat de Miami | 1          |            |
|  |                  |                           |                       |   |                        |                            |                            |                            |  |   |                       |                       |                       |  | 8 | Heat de Miami | 1          |            |
|  |                  | 1                         | Nuggets de Denver     | 4 |                        |                            |                            |                            |  |   |                       |                       |                       |  |   |               |            |            |
|  | 1                | 1                         | Nuggets de Denver     | 4 | Nuggets de Denver      | 4                          |                            |                            |  |   |                       |                       |                       |  |   |               |            |            |
|  | 1                |                           |                       |   | Nuggets de Denver      | 4                          |                            |                            |  |   |                       |                       |                       |  |   |               |            |            |
|  | 8                | Timberwolves du Minnesota | 1                     |   |                        |                            |                            |                            |  |   |                       |                       |                       |  |   |               |            |            |
|  | 8                | Timberwolves du Minnesota | 1                     |   | 1                      | Nuggets de Denver          | 4                          |                            |  |   |                       |                       |                       |  |   |               |            |            |
|  |                  |                           |                       |   | 1                      | Nuggets de Denver          | 4                          |                            |  |   |                       |                       |                       |  |   |               |            |            |
|  |                  | 4                         | Suns de Phoenix       | 2 |                        |                            |                            |                            |  |   |                       |                       |                       |  |   |               |            |            |
|  | 4                | 4                         | Suns de Phoenix       | 2 | Suns de Phoenix        | 4                          |                            |                            |  |   |                       |                       |                       |  |   |               |            |            |
|  | 4                |                           |                       |   | Suns de Phoenix        | 4                          |                            |                            |  |   |                       |                       |                       |  |   |               |            |            |
|  | 5                | Clippers de Los Angeles   | 1                     |   |                        |                            |                            |                            |  |   |                       |                       |                       |  |   |               |            |            |
|  | 5                | Clippers de Los Angeles   | 1                     |   |                        |                            |                            |                            |  | 1 | Nuggets de Denver     | 4                     |                       |  |   |               |            |            |
|  | Conférence Ouest |                           |                       |   |                        |                            |                            |                            |  | 1 | Nuggets de Denver     | 4                     |                       |  |   |               |            |            |
|  |                  | 7                         | Lakers de Los Angeles | 0 |                        |                            |                            |                            |  |   |                       |                       |                       |  |   |               |            |            |
|  | 3                | 7                         | Lakers de Los Angeles | 0 | Kings de Sacramento    | 3                          |                            |                            |  |   |                       |                       |                       |  |   |               |            |            |
|  | 3                |                           |                       |   | Kings de Sacramento    | 3                          |                            |                            |  |   |                       |                       |                       |  |   |               |            |            |
|  | 6                | Warriors de Golden State  | 4                     |   |                        |                            |                            |                            |  |   |                       |                       |                       |  |   |               |            |            |
|  | 6                | Warriors de Golden State  | 4                     |   | 6                      | Warriors de Golden State   | 2                          |                            |  |   |                       |                       |                       |  |   |               |            |            |
|  |                  |                           |                       |   | 6                      | Warriors de Golden State   | 2                          |                            |  |   |                       |                       |                       |  |   |               |            |            |
|  |                  | 7                         | Lakers de Los Angeles | 4 |                        |                            |                            |                            |  |   |                       |                       |                       |  |   |               |            |            |
|  | 2                | 7                         | Lakers de Los Angeles | 4 | Grizzlies de Memphis   | 2                          |                            |                            |  |   |                       |                       |                       |  |   |               |            |            |
|  | 2                |                           |                       |   | Grizzlies de Memphis   | 2                          |                            |                            |  |   |                       |                       |                       |  |   |               |            |            |
|  | 7                | Lakers de Los Angeles     | 4                     |   |                        |                            |                            |                            |  |   |                       |                       |                       |  |   |               |            |            |

## Statistiques

### Meilleurs joueurs par statistiques
Pour pouvoir être classé et prétendre au titre de meilleur de la ligue dans une catégorie de statistique, le joueur doit répondre à un minimum de critères édictés dans le Rate Statistic Requirements.
Source : https://stats.nba.com/players/
- Statistiques mises à jour à la fin de la saison régulière.

| Catégorie                      | Joueur            | Équipe                | Statistique |
| ------------------------------ | ----------------- | --------------------- | ----------- |
| Points par match               | Joel Embiid       | 76ers de Philadelphie | 33,1        |
| Rebonds par match              | Domantas Sabonis  | Kings de Sacramento   | 12,3        |
| Passes par match               | James Harden      | 76ers de Philadelphie | 10,7        |
| Interceptions par match        | O. G. Anunoby     | Raptors de Toronto    | 1,9         |
| Contres par match              | Jaren Jackson Jr. | Grizzlies de Memphis  | 3,0         |
| Ballons perdus par match       | Trae Young        | Hawks d'Atlanta       | 4,1         |
| Minutes jouées par match       | Pascal Siakam     | Raptors de Toronto    | 37,4        |
| Pourcentage de réussite        | Nicolas Claxton   | Nets de Brooklyn      | 70,5%       |
| Pourcentage à 3 points         | Luke Kennard      | Grizzlies de Memphis  | 49,4%       |
| Pourcentage aux lancers francs | Tyler Herro       | Heat de Miami         | 93,2%       |
| Double-doubles                 | Domantas Sabonis  | Kings de Sacramento   | 65          |
| Triple-doubles                 | Nikola Jokić      | Nuggets de Denver     | 29          |

- Statistiques mises à jour à la fin des playoffs.

| Catégorie                | Joueur                                    | Équipe                                                      | Statistique |
| ------------------------ | ----------------------------------------- | ----------------------------------------------------------- | ----------- |
| Points par match         | Devin Booker                              | Suns de Phoenix                                             | 33,7        |
| Rebonds par match        | Anthony Davis                             | Lakers de Los Angeles                                       | 14,1        |
| Passes par match         | Trae Young                                | Hawks d'Atlanta                                             | 10,2        |
| Interceptions par match  | De'Aaron Fox                              | Kings de Sacramento                                         | 2,1         |
| Contres par match        | Anthony Davis                             | Lakers de Los Angeles                                       | 3,1         |
| Ballons perdus par match | De'Aaron Fox Russell Westbrook Trae Young | Kings de Sacramento Clippers de Los Angeles Hawks d'Atlanta | 4,0         |
| Minutes jouées par match | Kevin Durant                              | Suns de Phoenix                                             | 42,3        |
| Pourcentage de réussite  | Nicolas Claxton                           | Nets de Brooklyn                                            | 72,0%       |
| Pourcentage à 3 points   | Kawhi Leonard                             | Clippers de Los Angeles                                     | 60,0%       |
| Double-doubles           | Nikola Jokić                              | Nuggets de Denver                                           | 18          |
| Triple-doubles           | Nikola Jokić                              | Nuggets de Denver                                           | 10          |

### Records individuels
Source : https://stats.nba.com/players/boxscores-traditional/
- Statistiques mises à jour à la fin de la saison régulière.

| Saison régulière            | Saison régulière                                          | Saison régulière                                                       | Saison régulière | Saison régulière                               |
| --------------------------- | --------------------------------------------------------- | ---------------------------------------------------------------------- | ---------------- | ---------------------------------------------- |
| Catégorie                   | Joueur                                                    | Équipe                                                                 | Statistique      | Date                                           |
| Minutes                     | Immanuel Quickley                                         | Knicks de New York                                                     | 55               | 5 mars 2023                                    |
| Points                      | Donovan Mitchell Damian Lillard                           | Cavaliers de Cleveland Trail Blazers de Portland                       | 71               | 2 janvier 2023 26 février 2023                 |
| Rebonds                     | Ivica Zubac                                               | Clippers de Los Angeles                                                | 29               | 27 novembre 2022                               |
| Rebonds défensifs           | Nikola Jokić                                              | Nuggets de Denver                                                      | 20               | 18 décembre 2022                               |
| Rebonds offensifs           | Mitchell Robinson                                         | Knicks de New York                                                     | 14               | 9 avril 2023                                   |
| Passes décisives            | James Harden                                              | 76ers de Philadelphie                                                  | 21               | 23 décembre 2022                               |
| Interceptions               | De'Anthony Melton D'Angelo Russell                        | 76ers de Philadelphie Timberwolves du Minnesota                        | 7                | 9 décembre 2022 28 octobre 2022                |
| Contres                     | Brook Lopez                                               | Bucks de Milwaukee                                                     | 9                | 9 mars 2022                                    |
| Balles perdues              | Giánnis Antetokoúnmpo                                     | Bucks de Milwaukee                                                     | 12               | 4 janvier 2023                                 |
| Tirs marqués                | Anthony Davis Donovan Mitchell Damian Lillard             | Lakers de Los Angeles Cavaliers de Cleveland Trail Blazers de Portland | 22               | 4 décembre 2022 2 janvier 2023 26 février 2023 |
| Tirs tentés                 | Giánnis Antetokoúnmpo Klay Thompson Giánnis Antetokoúnmpo | Bucks de Milwaukee Warriors de Golden State Bucks de Milwaukee         | 39               | 28 décembre 2022 2 janvier 2023 2 février 2023 |
| Tirs à trois points marqués | Damian Lillard                                            | Trail Blazers de Portland                                              | 13 (sur 22)      | 26 février 2023                                |
| Tirs à trois points tentés  | Damian Lillard                                            | Trail Blazers de Portland                                              | 22               | 26 février 2023                                |
| Lancers francs marqués      | Jimmy Butler                                              | Heat de Miami                                                          | 23 (sur 23)      | 10 janvier 2022                                |
| Lancers francs tentés       | Jerami Grant                                              | Trail Blazers de Portland                                              | 28               | 25 novembre 2022                               |

- Statistiques mises à jour à la fin des playoffs.

| Playoffs                    | Playoffs                                  | Playoffs                                                   | Playoffs                | Playoffs                            |
| --------------------------- | ----------------------------------------- | ---------------------------------------------------------- | ----------------------- | ----------------------------------- |
| Catégorie                   | Joueur                                    | Équipe                                                     | Statistique             | Date                                |
| Minutes                     | Jalen Brunson Quentin Grimes LeBron James | Knicks de New York Lakers de Los Angeles                   | 48                      | 10 mai 2023 22 mai 2023             |
| Points                      | Jimmy Butler                              | Heat de Miami                                              | 56                      | 24 avril 2023                       |
| Rebonds                     | Anthony Davis Kevon Looney                | Lakers de Los Angeles Warriors de Golden State             | 23                      | 2 mai 2023                          |
| Rebonds défensifs           | Anthony Davis                             | Lakers de Los Angeles                                      | 19                      | 2 mai 2023                          |
| Rebonds offensifs           | Mitchell Robinson                         | Knicks de New York                                         | 11                      | 26 avril 2023                       |
| Passes décisives            | Nikola Jokić                              | Nuggets de Denver                                          | 17                      | 5 mai 2023                          |
| Interceptions               | Jimmy Butler                              | Heat de Miami                                              | 6                       | 17 mai 2023                         |
| Contres                     | Anthony Davis                             | Lakers de Los Angeles                                      | 7                       | 16 avril 2023                       |
| Balles perdues              | Joel Embiid Jaylen Brown                  | 76ers de Philadelphie Celtics de Boston                    | 8                       | 17 avril 2023 29 mai 2023           |
| Tirs marqués                | Stephen Curry Devin Booker Nikola Jokić   | Warriors de Golden State Suns de Phoenix Nuggets de Denver | 20                      | 30 avril 2023 5 mai 2023 7 mai 2023 |
| Tirs tentés                 | Stephen Curry                             | Warriors de Golden State                                   | 38                      | 30 avril 2023                       |
| Tirs à trois points marqués | Klay Thompson                             | Warriors de Golden State                                   | 8 (sur 11)              | 4 mai 2023                          |
| Tirs à trois points tentés  | Stephen Curry                             | Warriors de Golden State                                   | 18                      | 30 avril 2023                       |
| Lancers francs marqués      | Jimmy Butler Jayson Tatum                 | Heat de Miami Celtics de Boston                            | 15 (sur 18) 15 (sur 15) | 24 avril 2023 27 mai 2023           |
| Lancers francs tentés       | Giánnis Antetokoúnmpo                     | Bucks de Milwaukee                                         | 23                      | 26 avril 2023                       |

## Récompenses
Avant le début de la saison, il est annoncé que l'équipe obtenant le meilleur bilan de la saison régulière, allait recevoir le trophée Maurice Podoloff, distinction nommée en l'honneur de Maurice Podoloff, ancien commissionnaire de la NBA de 1946 à 1963. Le trophée était anciennement donné au NBA Most Valuable Player, mais ce titre est renommé en l'honneur de Michael Jordan. Une nouvelle récompense est accordée cette année, il s'agit du NBA Clutch Player of the Year, pour honorer le joueur le plus décisif, nommé en l'honneur de Jerry West.
La ligue a également annoncé une refonte des designs des trophées décernés à l'issue de la saison régulière. Les titres de NBA Defensive Player of the Year, Most Improved Player, Rookie of the Year et Sixth Man of the Year sont renommés respectivement en l'honneur d'Hakeem Olajuwon, George Mikan, Wilt Chamberlain et John Havlicek.

### Trophées annuels
| \| Récompenses \| Vainqueur \| Finalistes \| \| -------------------------------- \| -------------------------------------------- \| ------------------------------------------------------------------------------------ \| \| NBA Most Valuable Player \| Joel Embiid (76ers de Philadelphie)[20] \| Giánnis Antetokoúnmpo (Bucks de Milwaukee) Nikola Jokić (Nuggets de Denver) \| \| NBA Defensive Player of the Year \| Jaren Jackson Jr. (Grizzlies de Memphis)[21] \| Evan Mobley (Cavaliers de Cleveland) Brook Lopez (Bucks de Milwaukee) \| \| NBA Rookie of the Year \| Paolo Banchero (Magic d'Orlando)[22] \| Walker Kessler (Jazz de l'Utah) Jalen Williams (Thunder d'Oklahoma City) \| \| NBA Sixth Man of the Year \| Malcolm Brogdon (Celtics de Boston)[23] \| Bobby Portis (Bucks de Milwaukee) Immanuel Quickley (Knicks de New York) \| \| Most Improved Player \| Lauri Markkanen (Jazz de l'Utah)[24] \| Jalen Brunson (Knicks de New York) Shai Gilgeous-Alexander (Thunder d'Oklahoma City) \| \| Coach of the Year \| Mike Brown (Kings de Sacramento)[25] \| Mark Daigneault (Thunder d'Oklahoma City) Joe Mazzulla (Celtics de Boston) \| \| NBA Clutch Player of the Year \| De'Aaron Fox (Kings de Sacramento)[26] \| Jimmy Butler (Heat de Miami) DeMar DeRozan (Bulls de Chicago) \| - MVP de la finale de la conférence Ouest : Nikola Jokić (Nuggets de Denver) - MVP de la finale de la conférence Est : Jimmy Butler (Heat de Miami) - MVP des Finales NBA : Nikola Jokić (Nuggets de Denver) - NBA Hustle Award : Marcus Smart (Celtics de Boston) - Executive of the Year : Monte McNair (Kings de Sacramento) - Twyman-Stokes Teammate of the Year Award : Jrue Holiday (Bucks de Milwaukee) - Kareem Abdul-Jabbar Social Justice Champion Award : Stephen Curry (Warriors de Golden State) - J. Walter Kennedy Citizenship Award : Stephen Curry (Warriors de Golden State) |                                          |                                                                                      |
| Récompenses | Vainqueur                                | Finalistes                                                                           |
| NBA Most Valuable Player | Joel Embiid (76ers de Philadelphie)      | Giánnis Antetokoúnmpo (Bucks de Milwaukee) Nikola Jokić (Nuggets de Denver)          |
| NBA Defensive Player of the Year | Jaren Jackson Jr. (Grizzlies de Memphis) | Evan Mobley (Cavaliers de Cleveland) Brook Lopez (Bucks de Milwaukee)                |
| NBA Rookie of the Year | Paolo Banchero (Magic d'Orlando)         | Walker Kessler (Jazz de l'Utah) Jalen Williams (Thunder d'Oklahoma City)             |
| NBA Sixth Man of the Year | Malcolm Brogdon (Celtics de Boston)      | Bobby Portis (Bucks de Milwaukee) Immanuel Quickley (Knicks de New York)             |
| Most Improved Player | Lauri Markkanen (Jazz de l'Utah)         | Jalen Brunson (Knicks de New York) Shai Gilgeous-Alexander (Thunder d'Oklahoma City) |
| Coach of the Year | Mike Brown (Kings de Sacramento)         | Mark Daigneault (Thunder d'Oklahoma City) Joe Mazzulla (Celtics de Boston)           |
| NBA Clutch Player of the Year | De'Aaron Fox (Kings de Sacramento)       | Jimmy Butler (Heat de Miami) DeMar DeRozan (Bulls de Chicago)                        |

| - All-NBA First Team : - Luka Dončić (Mavericks de Dallas) - Shai Gilgeous-Alexander (Thunder d'Oklahoma City) - Giánnis Antetokoúnmpo (Bucks de Milwaukee) - Jayson Tatum (Celtics de Boston) - Joel Embiid (76ers de Philadelphie) | - All-NBA Second Team : - Stephen Curry (Warriors de Golden State) - Donovan Mitchell (Cavaliers de Cleveland) - Jaylen Brown (Celtics de Boston) - Jimmy Butler (Heat de Miami) - Nikola Jokić (Nuggets de Denver) | - All-NBA Third Team : - De'Aaron Fox (Kings de Sacramento) - Damian Lillard (Trail Blazers de Portland) - LeBron James (Lakers de Los Angeles) - Julius Randle (Knicks de New York) - Domantas Sabonis (Kings de Sacramento) |

| - NBA All-Defensive First Team : - Alex Caruso (Bulls de Chicago) - Jrue Holiday (Bucks de Milwaukee) - Jaren Jackson Jr. (Grizzlies de Memphis) - Brook Lopez (Bucks de Milwaukee) - Evan Mobley (Cavaliers de Cleveland) | - NBA All-Defensive Second Team : - Dillon Brooks (Grizzlies de Memphis) - Derrick White (Celtics de Boston) - Bam Adebayo (Heat de Miami) - OG Anunoby (Raptors de Toronto) - Draymond Green (Warriors de Golden State) |

| - NBA All-Rookie First Team : - Paolo Banchero (Magic d'Orlando) - Walker Kessler (Jazz de l'Utah) - Bennedict Mathurin (Pacers de l'Indiana) - Keegan Murray (Kings de Sacramento) - Jalen Williams (Thunder d'Oklahoma City) | - NBA All-Rookie Second Team : - Jalen Duren (Pistons de Détroit) - Tari Eason (Rockets de Houston) - Jaden Ivey (Pistons de Détroit) - Jabari Smith Jr. (Rockets de Houston) - Jeremy Sochan (Spurs de San Antonio) |

### Joueurs de la semaine
| Semaine                   | Conférence Est                                   | Conférence Ouest                                        |
| ------------------------- | ------------------------------------------------ | ------------------------------------------------------- |
| 18 octobre - 23 octobre   | Jayson Tatum (Celtics de Boston) (1/1)           | Damian Lillard (Trail Blazers de Portland) (1/3)        |
| 24 octobre - 30 octobre   | Giannis Antetokounmpo (Bucks de Milwaukee) (1/4) | Shai Gilgeous-Alexander (Thunder d'Oklahoma City) (1/2) |
| 31 octobre - 6 novembre   | Kevin Durant (Nets de Brooklyn) (1/2)            | Paul George (Clippers de Los Angeles) (1/1)             |
| 7 novembre - 13 novembre  | Joel Embiid (76ers de Philadelphie) (1/4)        | Stephen Curry (Warriors de Golden State) (1/1)          |
| 14 novembre - 20 novembre | Tyrese Haliburton (Pacers de l'Indiana) (1/1)    | De'Aaron Fox (Kings de Sacramento) (1/1)                |
| 21 novembre - 27 novembre | Giannis Antetokounmpo (Bucks de Milwaukee) (2/4) | Deandre Ayton (Suns de Phoenix) (1/1)                   |
| 28 novembre - 4 décembre  | Kevin Durant (Nets de Brooklyn) (2/2)            | Anthony Davis (Lakers de Los Angeles) (1/2)             |
| 5 décembre - 11 décembre  | Joel Embiid (76ers de Philadelphie) (2/4)        | Zion Williamson (Pelicans de La Nouvelle-Orléans) (1/1) |
| 12 décembre - 18 décembre | Donovan Mitchell (Cavaliers de Cleveland) (1/2)  | Nikola Jokić (Nuggets de Denver) (1/1)                  |
| 19 décembre - 25 décembre | Pascal Siakam (Raptors de Toronto) (1/1)         | Luka Dončić (Mavericks de Dallas) (1/2)                 |
| 26 décembre - 1er janvier | Kristaps Porziņģis (Wizards de Washington) (1/1) | Luka Dončić (Mavericks de Dallas) (2/2)                 |
| 2 janvier - 8 janvier     | Donovan Mitchell (Cavaliers de Cleveland) (2/2)  | LeBron James (Lakers de Los Angeles) (1/2)              |
| 9 janvier - 15 janvier    | Jalen Brunson (Knicks de New York) (1/1)         | Domantas Sabonis (Kings de Sacramento) (1/3)            |
| 16 janvier - 22 janvier   | Jrue Holiday (Bucks de Milwaukee) (1/1)          | LeBron James (Lakers de Los Angeles) (2/2)              |
| 23 janvier - 29 janvier   | Giannis Antetokounmpo (Bucks de Milwaukee) (3/4) | Damian Lillard (Trail Blazers de Portland) (2/3)        |
| 30 janvier - 5 février    | Giannis Antetokounmpo (Bucks de Milwaukee) (4/4) | Damian Lillard (Trail Blazers de Portland) (3/3)        |
| 5 février - 12 février    | Derrick White (Celtics de Boston) (1/1)          | Shai Gilgeous-Alexander (Thunder d'Oklahoma City) (2/2) |
| 27 février - 5 mars       | Julius Randle (Knicks de New York) (1/1)         | Devin Booker (Suns de Phoenix) (1/1)                    |
| 6 mars - 12 mars          | Joel Embiid (76ers de Philadelphie) (3/4)        | Domantas Sabonis (Kings de Sacramento) (2/3)            |
| 13 mars - 19 mars         | Joel Embiid (76ers de Philadelphie) (4/4)        | Domantas Sabonis (Kings de Sacramento) (3/3)            |
| 20 mars - 26 mars         | Jaylen Brown (Celtics de Boston) (1/1)           | Brandon Ingram (Pelicans de La Nouvelle-Orléans) (1/1)  |
| 27 mars - 2 avril         | Mikal Bridges (Nets de Brooklyn) (1/1)           | Anthony Davis (Lakers de Los Angeles) (2/2)             |
| 3 avril - 9 avril         | Bobby Portis (Bucks de Milwaukee) (1/1)          | Kawhi Leonard (Clippers de Los Angeles) (1/1)           |

### Joueurs du mois
| Mois               | Conférence Est                            | Conférence Ouest                            |
| ------------------ | ----------------------------------------- | ------------------------------------------- |
| Octobre / Novembre | Jayson Tatum (Celtics de Boston) (1/1)    | Devin Booker (Suns de Phoenix) (1/1)        |
| Décembre           | Joel Embiid (76ers de Philadelphie) (1/3) | Luka Dončić (Mavericks de Dallas) (1/1)     |
| Janvier            | Joel Embiid (76ers de Philadelphie) (2/3) | Nikola Jokić (Nuggets de Denver) (1/2)      |
| Février            | Jalen Brunson (Knicks de New York) (1/1)  | Nikola Jokić (Nuggets de Denver) (2/2)      |
| Mars / Avril       | Joel Embiid (76ers de Philadelphie) (3/3) | Anthony Davis (Lakers de Los Angeles) (1/1) |

### Rookies du mois
| Mois               | Conférence Est                                 | Conférence Ouest                               |
| ------------------ | ---------------------------------------------- | ---------------------------------------------- |
| Octobre / Novembre | Bennedict Mathurin (Pacers de l'Indiana) (1/1) | Jalen Williams (Thunder d'Oklahoma City) (1/2) |
| Décembre           | Paolo Banchero (Magic d'Orlando) (1/4)         | Keegan Murray (Kings de Sacramento) (1/2)      |
| Janvier            | Paolo Banchero (Magic d'Orlando) (2/4)         | Keegan Murray (Kings de Sacramento) (2/2)      |
| Février            | Paolo Banchero (Magic d'Orlando) (3/4)         | Walker Kessler (Jazz de l'Utah) (1/1)          |
| Mars / Avril       | Paolo Banchero (Magic d'Orlando) (4/4)         | Jalen Williams (Thunder d'Oklahoma City) (2/2) |

### Entraîneurs du mois
| Mois               | Conférence Est                              | Conférence Ouest                                     |
| ------------------ | ------------------------------------------- | ---------------------------------------------------- |
| Octobre / Novembre | Joe Mazzulla (Celtics de Boston) (1/1)      | Monty Williams (Suns de Phoenix) (1/1)               |
| Décembre           | Jacque Vaughn (Nets de Brooklyn) (1/1)      | Willie Green (Pelicans de La Nouvelle-Orléans) (1/1) |
| Janvier            | Doc Rivers (76ers de Philadelphie) (1/2)    | Michael Malone (Nuggets de Denver) (1/1)             |
| Février            | Mike Budenholzer (Bucks de Milwaukee) (1/1) | Mike Brown (Kings de Sacramento) (1/1)               |
| Mars / Avril       | Doc Rivers (76ers de Philadelphie) (2/2)    | Taylor Jenkins (Grizzlies de Memphis) (1/1)          |

## Événements notables
- Le 31 juillet 2022, Bill Russell, champion NBA à 11 reprises, décède et la ligue décide de retirer le numéro 6 pour l'ensemble des franchises[72]. Les joueurs ayant encore le numéro 6 en activité peuvent le conserver jusqu'à leur départ ou changement.
- Le 21 septembre 2022, les franchises des Suns de Phoenix et le Mercury de Phoenix, de la WNBA, sont mis en vente par le propriétaire Robert Sarver, à l'issue de condamnations pour racisme, harcèlement et agression sexuelle[73].
- Un total de 22 joueurs canadiens est apparait dans les effectifs des équipes NBA pour le début de la saison régulière, constituant un record pour le pays[74]. C'est la 9e année consécutive que le Canada est le second pays le plus représenté au sein de la ligue, dont le premier pays étranger.
- Le 28 octobre 2022, DeMar DeRozan devient le 50e joueur de l'histoire de la ligue à atteindre les 20 000 points en carrière[75].
- Le 4 novembre 2022, Luka Dončić devient le second joueur de l'histoire de la NBA à inscrire au moins 30 points sur les huit premiers matchs de la saison régulière, rejoignant Wilt Chamberlain[76].
- Le 13 novembre 2022, Joel Embiid devient le premier joueur de l'histoire à enregistrer une performance de plus de 50 points, 10 rebonds, 5 passes décisives et 5 contres sur un match. Sa performance est enregistrée à 59 points, 11 rebonds, 8 passes et 7 contres contre le Jazz de l'Utah[77].
- Le 10 décembre, Paul Silas, ancien joueur de la NBA et père de Stephen Silas, entraîneur des Rockets de Houston, décède à l'âge de 79 ans[78].
- Le 27 décembre 2022, Luka Dončić devient le premier joueur de la NBA à réaliser un match avec au moins 60 points, 20 rebonds et 10 passes, avec une performance de 60 points, 21 rebonds et 10 passes décisives contre les Knicks de New York[79].
- Le 29 décembre 2022, Buddy Hield inscrit le panier à trois points le plus rapide de l'histoire de la ligue, au bout de 3 secondes de jeu[80].
- Le 31 décembre 2022, Luka Dončić devient le premier joueur à enregistrer des totaux de 250 points, 50 rebonds et 50 passes décisives en l'espace de cinq matchs[81].
- Le 2 janvier 2023, Donovan Mitchell inscrit 71 points et réalise 11 passes décisives face aux Bulls de Chicago. Il est le 7e joueur de l'histoire de la NBA à inscrire plus de 70 points et il est le premier à enregistrer un match à plus de 70 points et 10 passes décisives[82]. Il est impliqué sur 99 points inscrits par son équipe.
- Le 10 janvier 2023, le Heat de Miami enregistre un nouveau record avec une adresse parfaite de 40 sur 40 sur la ligne des lancers-francs face au Thunder d'Oklahoma City, battant ainsi le record précédent du Jazz de l'Utah de 1982 avec une performance de 39 sur 39[83].
- Le 13 janvier 2023, les Spurs de San Antonio enregistre le record d'affluence pour un match NBA, avec un total de 68 323 spectateurs face aux Warriors de Golden State dans l'enceinte de l'Alamodome[84].
- Le 15 janvier 2023, LeBron James devient le second joueur de l'histoire de la ligue à atteindre les 38 000 points en carrière[85].
- Le 24 janvier 2023, LeBron James devient le premier joueur de l'histoire de la NBA à inscrire au moins 40 points contre l'ensemble des 30 franchises existantes au sein de la ligue[86].
- Le 31 janvier 2023, Russell Westbrook dépasse Gary Payton pour devenir le 10e meilleur passeur en carrière de l'histoire de la ligue[87].
- Le 7 février 2023, LeBron James dépasse Kareem Abdul-Jabbar afin de devenir le meilleur marqueur de l'histoire de la ligue en saison régulière. Il bat le record de 38 387 points à la fin du 3e quart-temps face au Thunder d'Oklahoma City[88].
- Le 24 février 2023, les Kings de Sacramento ont défait les Clippers de Los Angeles sur un score de 176-175 dans une double prolongation, qui est le deuxième match de l'histoire à atteindre le plus haut total de points inscrits[89].
- Le 26 février 2023, Damian Lillard devient le 8e joueur de l'histoire à inscrire au moins 70 points et le plus vieux à réaliser cette performance à 32 ans. Il inscrit 71 points contre les Rockets de Houston avec 13 paniers à trois points inscrits et donc le premier à atteindre ce total de points avec un minimum de 10 paniers à trois points inscrits[90].
- Pour la première fois depuis la saison 2000-2001, aucune franchise n'a remporté 60 matchs dans une saison complète à 82 matchs de saison régulière.
- Le 11 avril 2023, avec la victoire des Lakers de Los Angeles, les 4 franchises basées en Californie se qualifient pour les playoffs NBA, une première dans l'histoire de la ligue[91].
- Pour la 6e fois dans l'histoire des playoffs NBA, l'équipe classée à la huitième position au classement parvient à éliminer l'équipe classée première de la conférence, puisque le Heat de Miami a défait les Bucks de Milwaukee en cinq matchs. Le Heat est également la première équipe, qualifiée via le play-in tournament à passer un tour en playoffs NBA[92].
- Pour la 2e fois dans l'histoire des playoffs NBA, l'équipe classée à la huitième position au classement parvient à atteindre les Finales NBA, en l'occurence le Heat de Miami, la première fois était les Knicks de New York en 1999[93].
- Le 13 juin 2023, pour la première fois depuis la création de la franchise, les Nuggets de Denver remportent leur premier sacre NBA en battant le Heat de Miami en 5 matchs[94].